# Bảo tàng Khảo cổ học và Dân tộc học ở Łódź
Bảo tàng Khảo cổ học và Dân tộc học ở Łódź (tiếng Ba Lan: Muzeum Archeologiczne i Etnograficzne w Łodzi) là một bảo tàng ở số 14 quảng trường Wolności, tại thành phố Łódź, Ba Lan. Đây cũng là bảo tàng lớn nhất ở thành phố Łódź.

## Lịch sử

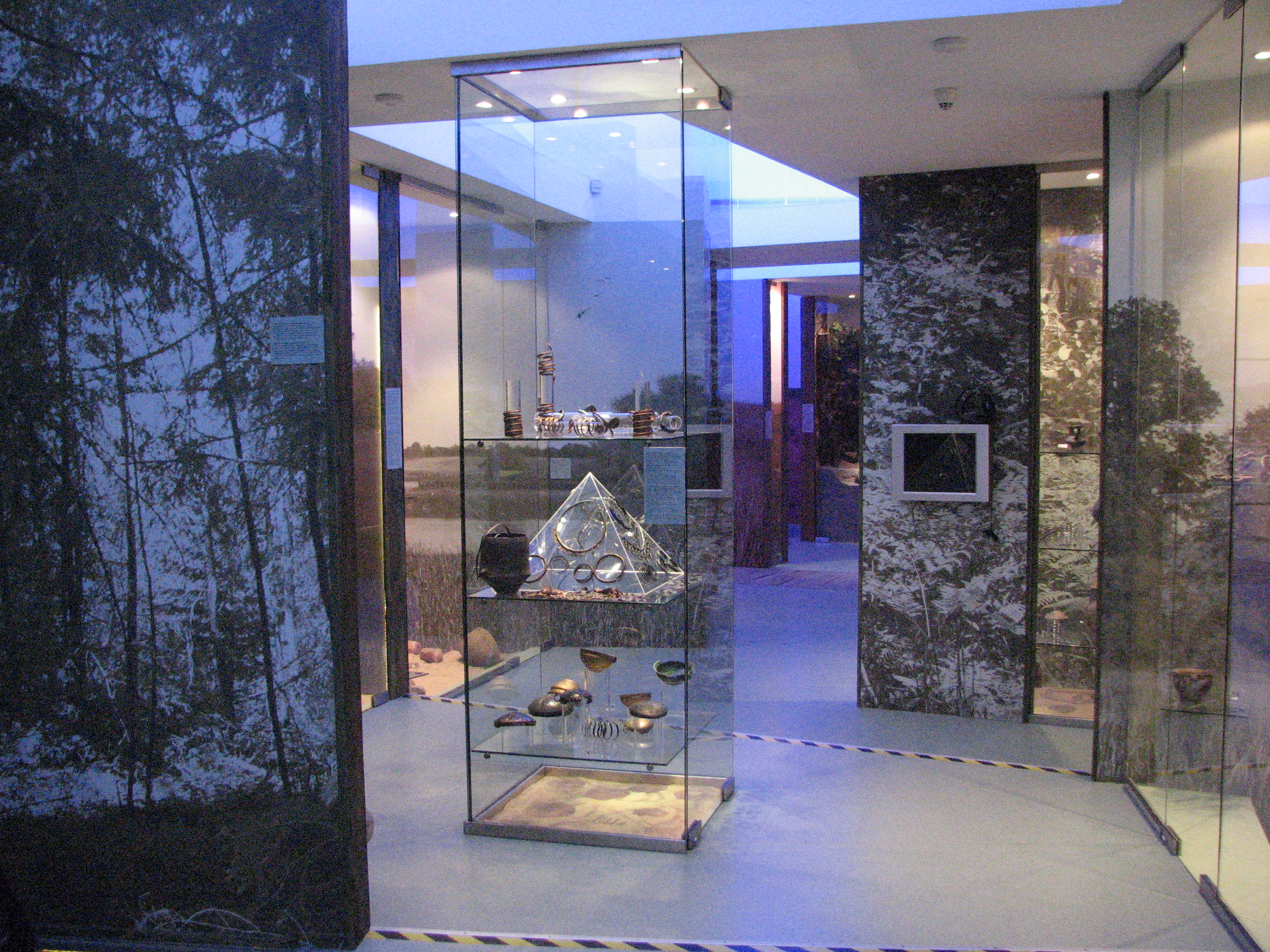
Triển lãm trong Bảo tàng

Vào giai đoạn 1949 - 1950, Bảo tàng Tiền sử thành phố Łódź (hoạt động từ ngày 14 tháng 5 năm 1945) và Bảo tàng Dân tộc học thành phố Łódź (hoạt động từ ngày 20 tháng 4 năm 1945) trở thành tài sản nhà nước và lần lượt được đổi tên thành Bảo tàng Khảo cổ học và Bảo tàng Dân tộc học. Từ ngày 1 tháng 1 năm 1956, cả hai bảo tàng trên được hợp nhất thành Bảo tàng Khảo cổ học và Dân tộc học ở Łódź. Giáo sư kiêm nhà khảo cổ học người Ba Lan - Konrad Jźdzewski là người đầu tiên đảm nhận vị trí giám đốc bảo tàng. Trụ sở bảo tàng từ ngày thành lập cho đến hiện nay là tòa nhà ở quảng trường Wolności.

## Hoạt động
Bảo tàng Khảo cổ học và Dân tộc học ở Łódź có những ban ngành như: Khảo cổ học, Cổ tệ học, Dân tộc học, Biểu diễn múa rối, Khoa học và Giáo dục, Bảo tồn và Nghiên cứu Di tích. Bên cạnh đó, bảo tàng cũng thường xuyên xuất bản các ấn phẩm báo chí về 3 chủ đề chính: Dân tộc học, Cổ tệ học và Khảo cổ học.